# Ónin-háború
Az Ónin-háború (1467–1477) a 15. századi Japánban kitört fegyveres konfliktus volt, ami sokak szerint a Szengoku dzsidai (a hadakozó fejedelemségek kora) kezdetének tekinthető.

## A válság elmélyül
A korszak két erős embere, Hoszokava Kacumoto és Jamana Szódzen az 1460-as évekre számos kérdésben kerültek szembe egymással. Ezek közül a legnyilvánvalóbb a sógun, Asikaga Josimasza örökösének a kérdése volt, de már az Akamacu-ház problémája is kettejük konfliktusához vezetett. Szódzen volt a legfőbb haszonélvezője az Akamacu 1441-es bukásának (birtokaik nagy része őrá szállt), ezért aggodalommal figyelte, amikor Kacumoto lánya házassága révén rokoni kapcsolatba került Akamacu Maszanorival (1465–1496), attól tartva, hogy az Akamacu hatalomba való visszatérése kezdődött meg ezzel.
Kacumoto és Szódzen olyan hatalmú figurái voltak már ekkor a bakufunak, hogy beleszólhattak más családok örökösödési vitáiba is, amikből pedig, köszönhetően a korabeli örökösödési szabályoknak, akadt szép számmal. Ez további ütközési pontokat teremtett a két nagyúr között – ilyen volt a Togasi-, majd a Siba-ház örökösödési harca is.
1465-ben minden addiginál súlyosabb válság tört ki a nagy múltú Hatakejama-házon belül. Az udzsi vezetője eredetileg Hatakejama Josinari volt, ám ő 1452 körül eddig ismeretlen okokból kiesett a sógun kegyeiből és száműzték, helyére unokatestvére, Hatakejama Maszanaga került. Josinari Jamana Szódzen támogatását kereste és nyerte el, aki szívós munkával 1467-re kijárta a sógunnál a részleges kegyelmet, s Josinari még udvari hivatalt is vállalhatott. Mindez persze aggodalommal töltötte el Maszanagát, aki Szódzen ellenfelénél, Hoszokava Kacumotónál talált meghallgatásra. Szódzen közben újabb sikereket ért el a sógun meggyőzésében, s következő lépésként Josimasza megfosztotta Maszanagát a hivatalától. Szódzen úgy érezhette, nyerésben van, s elhatározta, meglovagolja a kedvező széljárást és ezt a viszályt ürügyként felhasználva végleg megszabadul legfőbb riválisától. A vele szövetséges
nagybirtokosokat csapataikkal együtt Kiotóba szólította, saját palotája körül jelentős nagyságú haderőt állítva fel igyekezett nyomást gyakorolni a sógunra, s ugyanakkor előadta a kéréseit: Maszanaga és pártfogója, Hoszokava Kacumoto azonnali száműzetését követelte. A sógun, Josimasza azonban most sem tagadta meg önmagát, kitérő választ adott, nem volt hajlandó Kacumoto ellenében állást foglalni. Szódzen és pártja lépéskényszerbe került, hiszen a sógun hivatalos támogatása nélkül addigi cselekedeteik jóformán lázadásnak minősültek volna, s biztosak lehettek abban, hogy Kacumoto nem fog habozni a számára kedvező jogi helyzet kihasználásában. Így ahelyett, hogy a fővárosba gyűjtött sereget visszaküldték volna a tartományokba, akcióba léptek. Szódzen talán úgy kalkulált, ha ellenfeleit lerohanva kész helyzetet teremt, akkor később még megszerezheti a sógun utólagos engedélyét, ha viszont kivár, rásüthetik a lázadás bélyegét, s ellenségei a sógun nevében léphetnek fel ellene.

## A háború
1467. január 18-án Hatakejama Josinari megtámadta Hatakejama Maszanaga palotáját, s ezzel kezdetét vette az Ónin-háború. Érdekes, hogy 1467. januárjában valójában Bunsó 2. évét írták, az időszak nevét csak márciusban változtatták Óninra – az Ónin-háború tehát éppen nem Ónin évében kezdődött...

Maszanaga értelemszerűen patrónusához, Hoszokava Kacumotóhoz fordult segítségért, de Kacumoto maga is roppantul aggódott amiatt, milyen mértékű lehet Jamana Szódzen befolyása a sógunra és a császárra, ezért megtagadta a nyílt kiállást Maszanaga mellett. Maszanaga ellenfelének haderejével nem vehette fel a küzdelmet, palotáját felgyújtva egy szentélyben barikádozta el magát, majd mikor helyzete már ott is tarthatatlanná vált, mindent felégetve maga mögött az éj leple alatt elmenekült. Megkezdődött Kiotó pusztulása.
A januári események után Jamana Szódzen a fővárosba gyűjtött haderő nagy részét visszaküldte a tartományokba, mivel úgy gondolhatta Kacumoto addigi passzivitását látva, hogy ellenlábasa elfogadta a vereségét. Mi sem állt távolabb a valóságtól. Kacumoto az év májusában a Hokurikun (Észak-Honsú) gyűjtötte össze pártjának csapatait, mintegy 160 000 katonát. Válaszul Szódzen is a zászlaja alá szólított mindenkit, aki vele tartott, 90 000 főnyi sereget állítva fel.
A két oldalt keleti (tógun, Kacumoto) és nyugati (szeigun, Szódzen) hadseregként szokás megkülönböztetni. A szemben álló felek jelentősebb képviselői:
| Keleti sereg - Hoszokava Kacumoto - Hatakejama Maszanaga - Siba Jositosi - Akamacu Maszanori - Kjógoku Mocsikijo - Takeda Kuninobu Ők a jelenlegi sógun öccsét, Asikaga Josimit támogatták, 24 tartomány tartozott alájuk. | Nyugati sereg - Jamana Szódzen - Hatakejama Josinari - Siba Josikado - Rokkaku Takajori - Óucsi Maszahiro - Issiki Joshinao Ők a sógun fia, Josihisza mögött sorakoztak föl, 20 tartományt ellenőriztek. |

A főváros, Kiotó felé tehát, amelynek akkori lakosságát 220 000 főre becsülik, 250 000 katona tartott éppen...
Kacumoto, amikor végre megmozdult, politikailag sem maradt tétlen. Bejelentette, katonái Kiotóba érkezésének egyetlen célja a sóguni család és a császár biztonságának szavatolása, s mint ilyen, megszerezte a kangun (hivatalos haderő) címet, ami azt jelentette, ő a sógun és a császár érdekében jár el, mindenki, aki ellene szegül, áruló. Ezzel a hivatalos hátszéllel is megerősítve kezdetben igen sikeresen haladtak számára a harcok, a nyugatiakat visszaszorították, megszállták a sógun és a császár palotájának a környékét is. Ekkor azonban a  keletiek számára kedvezőtlen fordulat következett be, Óucsi Maszahiro ugyanis a fővárosba érkezett 30 000 fős seregével és a nyugatiak oldalán szállt be a küzdelembe. A háború állóháborúvá vált, egyik fél sem tudott jelentősen előrejutni. A keletiek által erődítménnyé alakított Sókokudzsi ostromakor például ezrével haltak meg a katonák anélkül, hogy bármelyik fél a legkisebb területnyerést érte volna el.
Augusztus 29-én hirtelen érdekes eseménysorozat vette kezdetét a szinte patthelyzetté váló háborúban. Asikaga Josimi, a keleti párt, azon belül is Hoszokava Kacumoto jelöltje a sóguni méltóságra elhagyta a fővárost és Isze tartományba menekült, egy ismerős földbirtokos várába.
Mi történhetett? Volt olyan elmélet is, amely szerint Josimi megsértődött a keleti oldal egyik tábornokára, bizonyos Isze Szadacsikára, ezért távozott, de ez meglehetősen komolytalanul hangzik. A valódi ok inkább ott keresendő, hogy a keleti oldal vezére, Hoszokava Kacumoto maga sem tudta, mit kezdjen Josimivel. Josimi helyzete a palotában unokaöccse, Josihisza születése óta rendkívül bizonytalan volt, a sógun, Josimasza ugyan tartotta magát kettejük megállapodásának egy részéhez, s ennek megfelelően soha nem tett kísérletet arra, hogy fiát a sóguni cím örökösévé (sógunsoku-sónin) tegye, de az egyezség másik részét már nem tartotta be, azaz nem küldte a fiát kolostorba, hogy ezzel tisztítsa meg az utat öccse számára. Hoszokava Kacumoto, aki a sóguni palota területét ellenőrzése alatt tartva nagyon is abban a helyzetben volt, hogy léphessen valamit védence érdekében, passzív szemlélő maradt, sőt egyre inkább úgy látszott, hajlandó elfogadni a sóguni pár
(Josimasza és Tomiko úrnő) érveit a fiuk öröklése mellett. Ebben a szituációban dönthetett úgy Josimi, aki egyre inkább úgy érezte, mindenki becsapta őt, hogy felkavarja az állóvizet, lépéskényszerbe hozza a többi szereplőt, élükön Kacumotóval.
Távozása után egyszer még (vélhetően Kacumoto győzködésére) visszatért, ám azt tapasztalva, hogy semmi sem változott, újra elmenekült, ezúttal a Hiei-hegy kolostorába. Második „szökése” után Kacumoto immár hivatalosan is levette róla a kezét, lényegében a száműzetését mondták ki. Josimi kegyvesztetté vált.
Mindez sajátos helyzetbe hozta a nyugati oldal híveit, akiknek ezzel jóformán kifogták a vitorlájából a szelet, hiszen a hivatalos ok, amiért harcba szálltak (Josihisza örökösödésének biztosítása) éppen megvalósulni látszott, méghozzá ellenségük, a Hoszokava támogatásával, így akár tábort is bonthattak és hazamehettek volna. Ez persze nem volt komoly alternatíva éppen akkor, amikor a hadi helyzet kezdett a kedvük szerint alakulni (de legalább nem rosszabbodni).
November 23-án a nyugati párt követeket küldött a Hiei-hegyre, Josimit a támogatásukról biztosították s felkérték, legyen az ő jelöltjük, amit Josimi el is fogadott. Egy év sem telt el tehát, s a szemben álló felek zászlót cseréltek, így folytatták a harcot. Mindez jól mutatja, mennyire nem a sóguni örökösödésről szólt ez a küzdelem már az elejétől fogva.
Uraik politikai manőverei s a tény, hogy hol erre, hol arra a sógunra kellett fölesküdniük, persze nem tett jót a csapatok harci kedvének sem, a küzdelem hevessége egyre lankadt. A keleti oldal még némi gerillaháborúval is megpróbálkozott ugyan (Honekava Dóken Fusimi környékén
igyekezett zavart kelteni), de minden számottevő eredmény nélkül.
A háború éveken át folytatódott. Kiotó a harcok során szinte teljesen elpusztult, felégetett negyedek, a csapatok által emelt földhányások borították az egész várost. Mindenki, aki tehette, vidékre menekült, a főváros valósággal elnéptelenedett. A sugo-daimjók és más méltóságok
birtokaikra húzódtak vissza, ami jót tett az addig erősen főváros-központú japán kultúra vidéki fejlődésének is. A harcoló felek kincstárai kiürültek, tartalékaikat felélték, már csak a személyes ellentét és a presztízs tartotta őket a harctéren.
1473-ban aztán ezek az okok megszűnni látszottak. Március 18-án meghalt Jamana Szódzen, május 11-én pedig követte nagy ellenségét a halálba Hoszokava Kacumoto is. Még az év december 19-én Josimasza sógun hivatalosan átadta a sóguni méltóságot fiának, Josihiszának (aki 8 éves volt ekkor), a következő év áprilisában pedig Maszatojo, Jamana Szódzen fia és Maszamoto, Hoszokava Kacumoto fia leültek a békéről tárgyalni.
Ezt követően még voltak kisebb-nagyobb összecsapások, de amikor 1477. november 11-én Óucsi Maszahiro kivonta csapatait Kiotóból, a harcok lényegében megszűntek, a 20-án kiadott „Tenka Szeihicu” (a világ lecsendesítése) című bakufu-rendelet pedig hivatalosan is véget vetett az Ónin-háborúnak.

## A háború következményei
Az Ónin-háború véget ért ugyan, de Japán nem volt már ugyanaz, mint a háború előtt.
A küzdelmet kirobbantó nagy sugo-daimjó-házak a harc során annyira kimerítették emberi-gazdasági
erőforrásaikat, hogy a háború utáni korszakban többségük elbukott a részben vazallusaik közül felemelkedő új erők elleni harcban.
Különösen a háború központjában álló Jamasiro tartományban (itt van Kiotó is) a tartomány lakossága (kokumin) számára világossá vált, hogy uraik sem megvédeni őket, sem pedig érdekeiket szem előtt tartani nem képesek, egyedül magukra számíthatnak. A tartományban a Hatakejama-ház
két szemben álló vezetője, Josinari és Maszanaga tovább folytatta a küzdelmet, amit megelégelve a lakosság 1485-ben fellázadt és mindkettőjüket száműzte (Jamasiro-no-kuni-ikki). Ez példa nélkül állt az ország addigi történelmében s jól érzékeltette, új korszak köszöntött be.